# 岡田由里
岡田由里（おかだゆり）は京都府舞鶴市の地名。

## 地理
舞鶴市西部、由良川の西岸にある。あたかも人名のようであるから、珍地名として扱われることもある。なお、舞鶴市内には、高野由里（たかのゆり）という地名や、河辺由里（かわべゆり）という地名も存在している。

## 歴史
- 1889年（明治22年）の町村制施行までは岡田由里村であった。

## 世帯数と人口
2015年（平成27年）10月1日現在の世帯数と人口（国勢調査調べ）は以下の通りである。
| 町丁     | 世帯数 | 人口  |
| -------- | ------ | ----- |
| 岡田由里 | 62世帯 | 165人 |

### 人口の変遷
国勢調査による人口の推移。
| 1995年（平成7年）  | 200人 | [ 5 ] |  |
| 2000年（平成12年） | 207人 | [ 6 ] |  |
| 2005年（平成17年） | 197人 | [ 7 ] |  |
| 2010年（平成22年） | 178人 | [ 8 ] |  |
| 2015年（平成27年） | 165人 | [ 2 ] |  |

### 世帯数の変遷
国勢調査による世帯数の推移。
| 1995年（平成7年）  | 61世帯 | [ 5 ] |  |
| 2000年（平成12年） | 66世帯 | [ 6 ] |  |
| 2005年（平成17年） | 61世帯 | [ 7 ] |  |
| 2010年（平成22年） | 60世帯 | [ 8 ] |  |
| 2015年（平成27年） | 62世帯 | [ 2 ] |  |

## 学区
市立小・中学校に通う場合、学区は以下の通りとなる。
| 番・番地等 | 小学校             | 中学校             |
| ---------- | ------------------ | ------------------ |
| 全域       | 舞鶴市立岡田小学校 | 舞鶴市立加佐中学校 |

## 交通
- 国道175号
- 京都府道570号西方寺岡田由里線の終点
- 京都縦貫自動車道舞鶴大江ICまでおよそ3km

## その他

### 日本郵便
- 郵便番号 : 624-0117[3]（集配局：西舞鶴郵便局[10]）。